# Wojciech Fiedorczuk
Wojciech Fiedorczuk, né le 6 avril 1956, à Łódź, en Pologne, est un ancien joueur de basket-ball polonais. Il évolue aux postes d'ailier fort et de pivot.

## Palmarès
Joueur
- MVP du championnat de Pologne 1978

Entraîneur
- Champion de Pologne féminin 1983